# Notarkammer Brandenburg
Die Notarkammer Brandenburg ist eine Körperschaft in Brandenburg, in der die Notare organisiert und/oder die ihre Interessen vertritt; eine Berufskammer. Die Notarkammer Brandenburg wurde im September 1990 gegründet. Zurzeit amtieren im Land Brandenburg 64 Notarinnen und Notare (Stand: 1. Januar 2024).
Die Notare des Kammerbereiches sind Pflichtmitglieder der Ländernotarkasse Leipzig, die für die Notare der neuen Bundesländer zuständig ist. Die Ländernotarkasse sichert aus den Abgaben der Notare die Altersversorgung, ist für die Ausbildung der bei den Notaren angestellten Auszubildenden verantwortlich, sie sichert die Vermögensschadenhaftpflichtversicherung der Notare und Notarassessoren und stellt den Haushalt für die genannten Kammern bereit. Die Ländernotarkasse gibt in Zusammenarbeit mit den Notarkammern Brandenburg, Mecklenburg-Vorpommern, Sachsen-Anhalt, Thüringen und Sachsen die Zeitschrift für die notarielle Beratungs- und Beurkundungspraxis (NotBZ) mit heraus.
Aufsichtsbehörde ist Justizministerium Brandenburg.

## Vorstand
- Präsident: Hagen Stavorinus
- Vizepräsident: Hans-Ullrich Tegge
- Vorstandsmitglieder: Florian Damke, Antje Kroß, Thomas Woinar
- Ehrenpräsidenten: Peter Arntz, Dietmar Böhmer

## Geschäftsführung
- Stefanie Rhode